# Fred Delmare
Fred Delmare (* 24. April 1922 als Werner Vorndran in Hüttensteinach, Thüringen; † 1. Mai 2009 in Leipzig) war ein deutscher Schauspieler und Hörspielsprecher.

## Leben

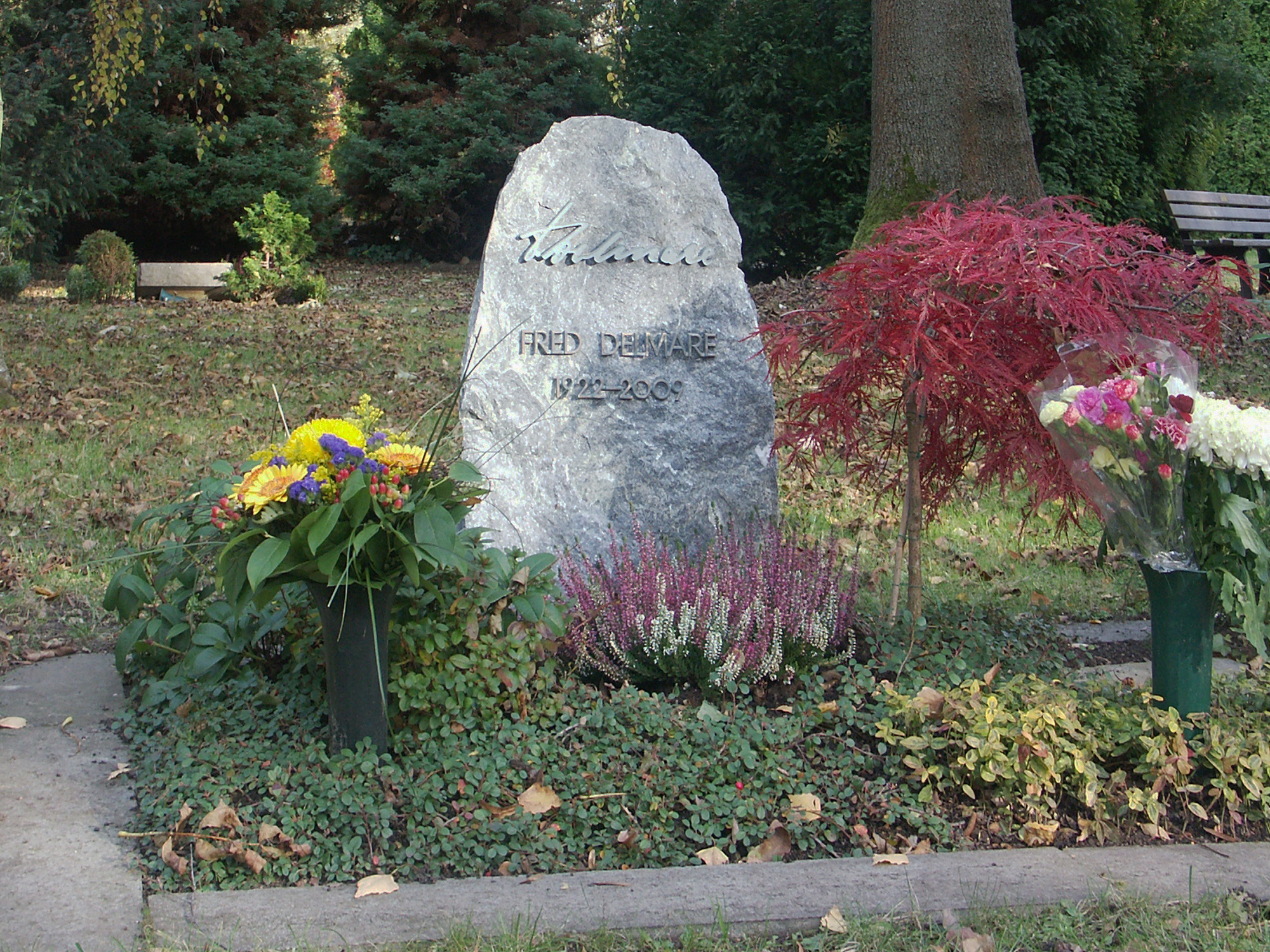
Grabstätte von Fred Delmare auf dem Leipziger Südfriedhof

Werner Vorndran war der Sohn des Schreiners Max Vorndran und der Näherin Lina Vorndran, geborene Heß († 1935). Er wuchs in Hüttensteinach bei Sonneberg auf, wo er als Jugendlicher bei einer Bauernbühne mitwirkte. Nach seiner Volksschulzeit erlernte er den Beruf des Werkzeugmachers. Als Kriegsfreiwilliger ging er 1940 zur Marine nach Bremerhaven. Am dortigen Stadttheater nahm er 1940 und 1941 bei dem Intendanten Karl Georg Saebisch ersten Schauspielunterricht und betätigte sich als Statist in einer Operetteninszenierung. Im Zweiten Weltkrieg erlitt Delmare als Soldat im Jahr 1943 eine schwere Bauchverletzung, wegen der er bis Kriegsende behandelt wurde. Er lebte die letzten Jahrzehnte in einem Einfamilienhaus in der Matthias-Erzberger-Straße 87 in Taucha bei Leipzig.
Delmare war insgesamt fünfmal verheiratet, zuletzt von 1986 bis zu seinem Tod mit Renate Schuck (1944–2016). Er hatte aus den ersten vier Ehen drei Töchter und zwei Söhne. Er hatte einige Schicksalsschläge zu verkraften. Seine Tochter Felicitas beging 1980 nach der Flucht nach Westdeutschland Suizid. 1993 – in der Geburtstagsnacht seines Vaters – erstach Sohn Nici seine Freundin. Sein ältester Sohn Tino starb 2001 im Alter von 41 Jahren an Leberkrebs.
Im Dezember 2005 wurde bekannt, dass Delmare an der Alzheimer-Krankheit litt. Ab Anfang 2006 lebte er in einem Leipziger Pflegeheim. Einen Tag nach seinem 87. Geburtstag wurde er mit einer doppelseitigen Lungenentzündung in ein Leipziger Krankenhaus eingeliefert, an deren Folgen er wenige Tage später starb. Seine Urne wurde am 27. Mai 2009 unter Anteilnahme zahlreicher ehemaliger Kollegen auf dem Leipziger Südfriedhof beigesetzt.
Sein schriftlicher Nachlass befindet sich im Archiv der Akademie der Künste in Berlin.

## Karriere

### Theater
Im Jahr 1946 kam Delmare nach Weimar und erhielt am dortigen Nationaltheater Schauspielunterricht bei Walter Jupé. Seitdem führte er den Künstlernamen Fred Delmare, den er sich in Anlehnung an seine Zeit bei der Marine überlegte. Von 1947 bis 1950 absolvierte Delmare als externer Schüler die Schauspielschule des Hebbel-Theaters in West-Berlin, wo er 1947 sein Bühnendebüt als Vansen in Johann Wolfgang von Goethes Trauerspiel Egmont gab. 1950 wechselte er an das Leipziger Schauspielhaus, dem er bis 1970 als festes Ensemblemitglied angehörte. Er war dort unter anderem in Hedda Zinners Der Teufelskreis (Uraufführung 1954) von Regisseur Erich-Alexander Winds zu sehen. Daneben wirkte er in Inszenierungen des Fernsehtheaters Moritzburg, beispielsweise in Marcel Achards Sein Meisterstück (1966), Louis-Benoît Picards Der Parasit (1967), Friedrich Dürrenmatts Die Panne (1967) und Hans-Albert Pederzanis Ungewöhnlicher Ausflug (1969).

### Film und Fernsehen
Delmare gab 1955 in Kurt Maetzigs Filmbiografie Ernst Thälmann – Führer seiner Klasse in einer Nebenrolle als Soldat sein Filmdebüt. Danach wurde er in über 150 Film- und Fernsehproduktionen der DEFA und des DFF besetzt. In den Jahren 1960 und 1963 spielte er sowohl für das Fernsehen als für den Kinofilm zu Bruno Apitz’ Roman Nackt unter Wölfen den KZ-Häftling Rudi Pippig. In dem von Heinz Thiel inszenierten DEFA-Kriminalfilm Schwarzer Samt verkörperte er 1964 den Sicherheitsbeamten Alexander Berg. In dem dreiteiligen Schwarz-weiß-Fernsehfilm Jeder stirbt für sich allein übernahm er an der Seite von Helga Göring die Rolle des Enno Kluge. Unter Roland Oehme war er 1972 als Axel Köppe neben Agnes Kraus in der Kinokomödie Der Mann, der nach der Oma kam zu sehen. In Heiner Carows Filmdrama Die Legende von Paul und Paula, einem der bekanntesten DEFA-Filmproduktionen, spielte er 1973 neben Winfried Glatzeder und Angelica Domröse den Reifenhändler Saft.
Delmare wirkte in zahlreichen Kinder- und Jugendproduktionen mit, u. a. 1963 als Schweizer in Ingrid Reschkes Daniel und der Weltmeister, 1964 als Vogelstimmenmann in Rolf Losanskys Die Suche nach dem wunderbunten Vögelchen oder in mehreren DEFA-Märchenfilmen wie Schneewittchen (1961) als Zwerg Naseweis, Das blaue Licht (1976) als Zaubermännlein, Die Regentrude (1976) als Schäfer, Gritta von Rattenzuhausbeiuns (1985) als Kuno Gebhardt Müffert und Der Bärenhäuter (1986) als Gustav.
Delmare war auch gelegentlich als Synchronsprecher tätig.
Nach der Wiedervereinigung konnte Delmare nahtlos an seine Laufbahn in der DDR anknüpfen. 1995 spielte er unter Matti Geschonneck in dessen Fernsehfilm Matulla und Busch, nach dem gleichnamigen Roman von Klaus Schlesinger, an der Seite von Erwin Geschonneck in einer der Titelrollen. Von 1973 bis 1998 hatte er insgesamt 15 Gastauftritte in der ARD-Krimireihe Polizeiruf 110. Delmare wirkte in seiner rund fünf Jahrzehnte lang andauernden Karriere als Schauspieler vor der Kamera in über 200 Film-und-Fernsehproduktionen mit. Wiederholt war er in verschiedenen Gastrollen in Fernsehserien wie Der Bergdoktor, Lindenstraße, Für alle Fälle Stefanie und Liebling Kreuzberg zu sehen. Bekannt wurde er dem gesamtdeutschen Publikum vor allem ab 1999 an der Seite von Hendrikje Fitz und Ursula Karusseit als Friedrich Steinbach in der ARD-Krankenhausserie In aller Freundschaft. Seine Schauspielkarriere endete im November 2005 mit einem Drehtag zur Serie In aller Freundschaft. Diese letzte Folge (296) mit Delmare als Opa Friedrich wurde am 31. Januar 2006 ausgestrahlt.

## Filmografie

### Kinofilme
- 1955: Ernst Thälmann – Führer seiner Klasse
- 1955: 52 Wochen sind ein Jahr
- 1956: Der Teufelskreis
- 1957: Vergeßt mir meine Traudel nicht
- 1957: Ein Mädchen von 16 ½
- 1958: Das Lied der Matrosen
- 1960: Einer von uns
- 1960: Ich überlebte meinen Tod (Přežil jsem svou smrt)
- 1961: Der Fremde
- 1961: Schneewittchen
- 1962: Auf der Sonnenseite
- 1962: Mord ohne Sühne
- 1962: Königskinder
- 1962: Die schwarze Galeere
- 1962: Ach, du fröhliche …
- 1963: Daniel und der Weltmeister
- 1963: Nackt unter Wölfen
- 1963: Koffer mit Dynamit (Praha nultá hodina)
- 1963: Karbid und Sauerampfer
- 1964: Schwarzer Samt
- 1964: Die Hochzeit von Länneken
- 1964: Die Suche nach dem wunderbunten Vögelchen
- 1964: Preludio 11
- 1964: Viel Lärm um nichts
- 1964: Das Lied vom Trompeter
- 1965: Engel im Fegefeuer
- 1965: Denk bloß nicht, ich heule
- 1965: Karla
- 1965: Ztracená tvár
- 1965: Solange Leben in mir ist
- 1965: Tiefe Furchen
- 1965/1990: Wenn du groß bist, lieber Adam
- 1966: Das Tal der sieben Monde
- 1966/2009: Hände hoch oder ich schieße
- 1967: Brot und Rosen
- 1967: Die Fahne von Kriwoj Rog
- 1968: Schüsse unterm Galgen
- 1968: Abschied
- 1968: Spur des Falken
- 1969: Weiße Wölfe
- 1969: Der Weihnachtsmann heißt Willi
- 1969: Zeit zu leben
- 1969: Weite Straßen – stille Liebe
- 1970: Weil ich dich liebe …
- 1972: Trotz alledem!
- 1972: Der Mann, der nach der Oma kam
- 1972: Der Dritte
- 1972: Reife Kirschen
- 1972: Januskopf
- 1973: Die Legende von Paul und Paula
- 1973: Das zweite Leben des Friedrich Wilhelm Georg Platow
- 1973: Die Hosen des Ritters von Bredow
- 1973: Apachen
- 1974: Ulzana
- 1974: Für die Liebe noch zu mager?
- 1974: Wie füttert man einen Esel
- 1974: Zum Beispiel Josef
- 1974: Johannes Kepler
- 1974: Orpheus in der Unterwelt
- 1975: Suse, liebe Suse
- 1975: Am Ende der Welt
- 1975: Lotte in Weimar
- 1975: Ikarus
- 1975: Bankett für Achilles
- 1976: Die Moral der Banditen
- 1976: Hostess
- 1976: Philipp, der Kleine
- 1976: Das blaue Licht
- 1976: Liebesfallen
- 1976: Nelken in Aspik
- 1976: Beethoven – Tage aus einem Leben
- 1977: Der kleine Zauberer und die große Fünf
- 1977: DEFA Disko 77
- 1977/1979: Feuer unter Deck
- 1978: Hiev up
- 1979: Des Henkers Bruder
- 1978: Das Ding im Schloß
- 1980: Und nächstes Jahr am Balaton
- 1980: Mein Vater Alfons
- 1980: Glück im Hinterhaus
- 1980: Die Schmuggler von Rajgrod
- 1980: Don Juan – Karl-Liebknecht-Str. 78
- 1981: Asta, mein Engelchen
- 1982: Die Gerechten von Kummerow
- 1982: Der lange Ritt zur Schule
- 1983: Automärchen
- 1983: Einer vom Rummel
- 1983: Zille und ick
- 1983: Fariaho
- 1985: Unternehmen Geigenkasten
- 1985: Der Doppelgänger
- 1986: Eine zauberhafte Erbschaft (Carovné dedictví)
- 1987: Wie die Alten sungen…
- 1986: Der Bärenhäuter
- 1986: Gritta von Rattenzuhausbeiuns
- 1987: Die Alleinseglerin
- 1988: Mensch, mein Papa …!
- 1989: Zwei schräge Vögel
- 1989: Ein brauchbarer Mann
- 1992: Das Land hinter dem Regenbogen
- 1993: Zirri – Das Wolkenschaf
- 1999: Hans im Glück
- 2000: Fernes Land Pa–Isch

### Fernsehen

#### Fernsehfilme (Auswahl)
- 1960: Nackt unter Wölfen
- 1961: Gewissen in Aufruhr
- 1963: Drei Kriege – Tauroggen (Mehrteiler)
- 1963: Die rote Kamille
- 1965: Köpfchen, Kamerad
- 1966: Columbus 64 (Mehrteiler)
- 1966: Irrlicht und Feuer (Zweiteiler)
- 1967: Begegnungen (Mehrteiler)
- 1967: Ein sonderbares Mädchen
- 1968: Häschen in der Grube (Fernsehtheater Moritzburg)
- 1968: Er kam mit dem Herbstwind (Fernsehtheater Moritzburg)
- 1969: Krupp und Krause (Mehrteiler)
- 1969: Ungewöhnlicher Ausflug
- 1970: Der Mörder sitzt im Wembley-Stadion
- 1970: Jeder stirbt für sich allein (Mehrteiler)
- 1970: Heiner Fink
- 1970: Junge Frau von 1914
- 1970: Unter den Linden – Geschichte und Geschichten
- 1971: Ein Mann, der sterben muß
- 1971: Die Verschworenen (Mehrteiler)
- 1973: Zement (Zweiteiler)
- 1974: Der erste Urlaubstag
- 1974: Der Sandener Kindermordprozeß
- 1974: Der Leutnant vom Schwanenkietz (Dreiteiler)
- 1975: Pirat mit Hindernissen
- 1975: Schwester Agnes
- 1976: Die Regentrude
- 1977: Happy End
- 1977: Viechereien
- 1977: Das Herz der Dinge
- 1978: Oh, diese Tante
- 1979: Die blonde Geisha
- 1979: Ein Mann und seine Frau
- 1979: Ende vom Lied
- 1980: Friedhelms Geburtstag und andere Geschichten
- 1980: Alma schafft alle
- 1980: Radiokiller
- 1980: Oben geblieben ist noch keiner
- 1981: Verflucht und geliebt (Fernsehen, 5 Teile)
- 1981: Martin XIII.
- 1981: Nora S.
- 1981: Trompeten-Anton
- 1982: Soviel Wind und keine Segel
- 1982: Das Graupenschloß
- 1986: Das Buschgespenst
- 1986: Leute sind auch Menschen
- 1987: Maxe Baumann aus Berlin
- 1988: Eine Magdeburger Geschichte
- 1989: Späte Ankunft (Zweiteiler)
- 1989: Der Mann im Schrank
- 1989: Die ehrbaren Fünf
- 1990: Geschichten einer Nacht
- 1990: Wie ein Vogel im Schwarm
- 1995: Matulla und Busch
- 1996: Blinde Augen klagen an
- 1996: Lautlose Schritte
- 2002: Das Geheimnis meiner Mutter

#### Fernsehserien und -reihen (Auswahl)
- 1969: Drei von der K (Folge Gift vom schwarzen Markt)
- 1973: Polizeiruf 110: In der selben Nacht
- 1973: Polizeiruf 110: Der Ring mit dem blauen Saphir
- 1975: Broddi (3 Folgen)
- 1976: Polizeiruf 110: Schwarze Ladung
- 1977: Zur See (Folge Zwei Briefe)
- 1977: Polizeiruf 110: Ein unbequemer Zeuge
- 1978: Gefährliche Fahndung (Folge Beichte eines Einsiedlers)
- 1980: Der Staatsanwalt hat das Wort: Der Preis
- 1980: Polizeiruf 110: Die Entdeckung
- 1981: Polizeiruf 110: Der Schweigsame
- 1983: Polizeiruf 110: Schnelles Geld
- 1984: Front ohne Gnade (13 Folgen)
- 1984: Polizeiruf 110: Inklusive Risiko
- 1985: Polizeiruf 110: Der zersprungene Spiegel
- 1985: Die Leute von Züderow (7 Folgen)
- 1985: Der Staatsanwalt hat das Wort: Hubertusjagd
- 1985: Der Staatsanwalt hat das Wort: Das Biest
- 1986: Der Staatsanwalt hat das Wort: Die Kette
- 1986: Treffpunkt Flughafen (Folge Das Lächeln einer Stewardess)
- 1986: Polizeiruf 110: Ein großes Talent
- 1986: Schauspielereien (2 Folgen)
- 1986: Polizeiruf 110: Bedenkzeit
- 1987: Der Staatsanwalt hat das Wort: Unter einem Dach
- 1987: Polizeiruf 110: Explosion
- 1988: Tiere machen Leute (8 Folgen)
- 1989: Polizeiruf 110: Mitternachtsfall
- 1989: Johanna (Folge Umwege)
- 1990: Klein, aber Charlotte (6 Folgen)
- 1992: Der Bergdoktor (Folge Die Hexe)
- 1993: Polizeiruf 110: … und tot bist du
- 1994: Schwarz greift ein (Folge Habgier)
- 1992–1994: Lindenstraße (3 Folgen)
- 1992; 1999: Der Landarzt  (verschiedene Rollen, 2 Folgen)
- 1994: Elbflorenz (Folge Trennung von Tisch und Theke)
- 1994; 1996: Die Wache (verschiedene Rollen, 2 Folgen)
- 1996: Die Stadtindianer (Folge Ruhe sanft)
- 1996: Tatort: Die Reise in den Tod
- 1997: Das Geheimnis des Sagala (3 Folgen)
- 1997: Mama ist unmöglich (Folge Mama geht über Leichen)
- 1997–1998: Leinen los für MS Königstein (2 Folgen)
- 1998: Für alle Fälle Stefanie (Folge Große Kinder, kleine Kinder)
- 1998: Liebling Kreuzberg (Folge Teure Zeugen)
- 1998: Polizeiruf 110: Todsicher
- 1998: Heimatgeschichten (Folge Ein rettender Engel)
- 1999–2006: In aller Freundschaft (240 Folgen)
- 2002: Unser Charly (Folge Ausreißer wider Willen)
- 2002: Schloss Einstein (Folge 202)

## Hörspiele
- 1958: Gerhard Rentzsch/Karl Wagert: Der Fall van der Lubbe (van der Lubbe) – Regie: Erich-Alexander Winds (Rundfunk der DDR)
- 1966: William Shakespeare: Der Sturm (Trinculo) – Regie: Fritz Göhler (Hörspiel – Rundfunk der DDR)
- 1976: Helmut Richter: Alfons Köhler – Regie: Walter Niklaus (Hörspiel – Rundfunk der DDR)
- 1993: Andreas Berger: Bankraub (Polizeihauptkommissar Bach) – Regie: Joachim Staritz (Kriminalhörspiel – MDR)

## Hörbücher
- Die schönsten Tiermärchen der Brüder Grimm. Audio-CD, 2003, ISBN 3-935185-20-0.
- Der Bär auf dem Hochsitz. Audio-CD, 2003, ISBN 3-935185-19-7.
- Volkmar Röhrig; Fred Delmare: Hugo Hase Detektiv. Audio-CD. Hörwerk 2003, ISBN 3-935185-21-9.
- Volkmar Röhrig; Anja Kling; Gerit Kling; Fred Delmare: Fred Delmare liest Hugo Hase wird Weihnachtsmann. Audio-CD, Militzke; 1. Auflage 2005, ISBN 3-86189-918-3.

## Auszeichnungen
- 1960: Kunstpreis der DDR für den Fernsehfilm Nackt unter Wölfen
- 1986: Theodor-Körner-Preis (DDR)[19]
- 1987: Vaterländischer Verdienstorden in Gold für sein schauspielerisches Gesamtwerk